# Skaftafell-Nationalpark
Der Skaftafell-Nationalpark ([ˈskaftafɛtl̥]) war ein Schutzgebiet in Öræfi, im Südosten Islands. Er wurde am 15. September 1967 gegründet und seitdem dreimal vergrößert. Am 12. September 2004 wurde der Nationalpark erneut vergrößert und war mit über 4.800 km² bis 2008 einer der größten in Europa. Am 7. Juni 2008 wurde der Skaftafell-Nationalpark in den Vatnajökull-Nationalpark eingegliedert.

## Name
Benannt ist der Nationalpark nach dem Berg Skaftafell, einem erloschenen und erodierten Vulkan, dessen Überreste die Kristínartindar darstellen.

## Besiedlungsgeschichte

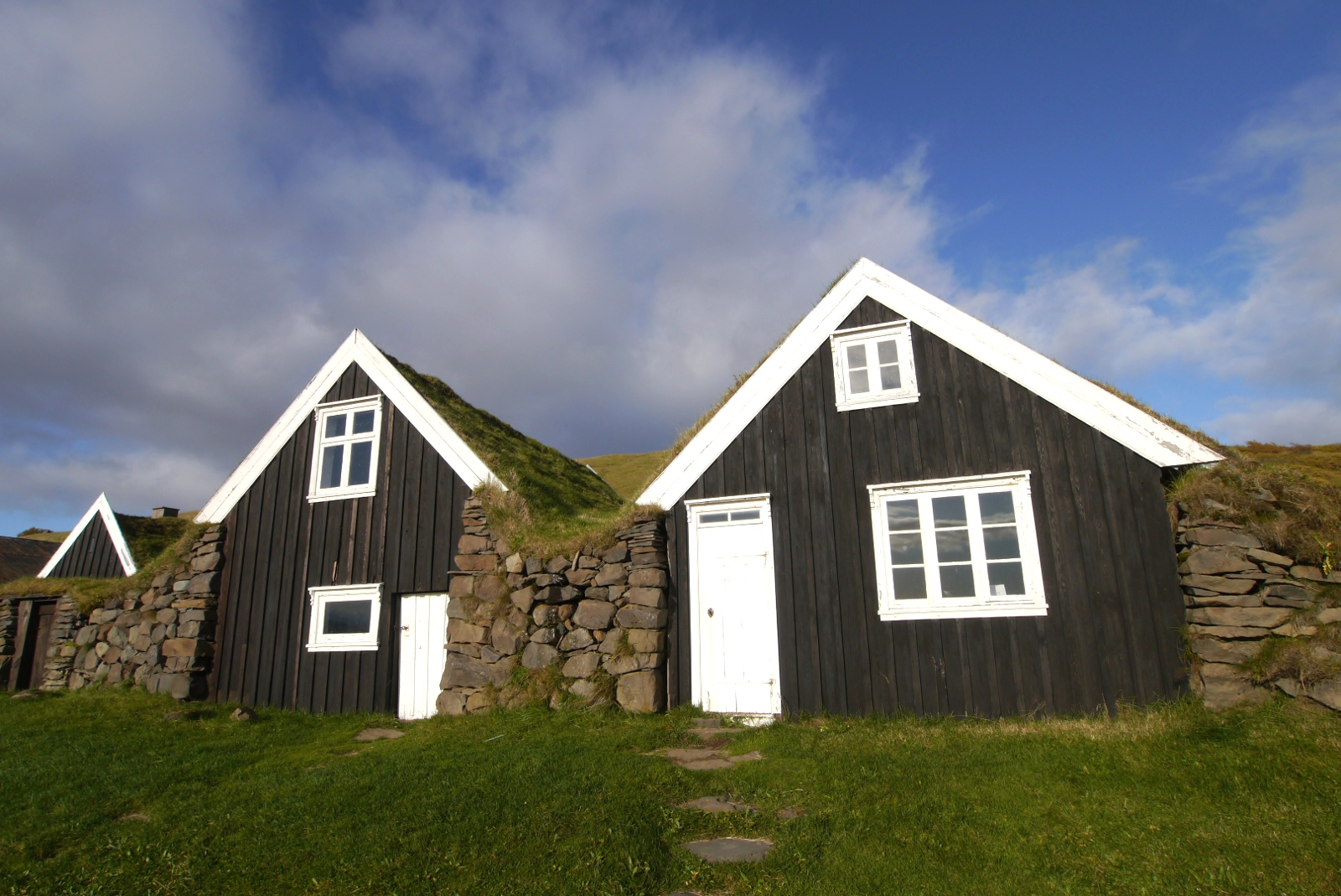
Der alte Hof Sel

Kurz nach der Besiedlung Islands wurde ein großes Gehöft in Skaftafell gegründet und das Gebiet wurde zum Versammlungsort (Þing) bestimmt. Der katastrophale Ausbruch des Vulkans Öræfajökull im Jahre 1362 löschte jedoch die gesamte lokale Bevölkerung aus und das Gebiet wird seitdem als „Öræfi“ – Niemandsland – bezeichnet. Zwar wurden Skaftafell und viele andere Höfe bald wieder aufgebaut, doch wurde ein Leben von der Landwirtschaft durch die Abkühlung des Klimas zunehmend erschwert. Die regelmäßigen Ausbrüche des Vulkans Grímsvötn riefen jökulhlaup (isl. für Gletscherläufe) hervor, die Grasflächen überfluteten und eine Schicht aus Asche und Sand hinterließen. 1988 wurde die traditionelle Landwirtschaft in Skaftafell endgültig eingestellt.
Früher, zu klimatisch günstigeren Zeiten, besserten die Bauern ihr Einkommen aus der Schafzucht auf, indem sie zur Küste fuhren um Robben zu jagen und Eier zu sammeln. Schiffswracks boten hervorragendes Material für verschiedene Bauwerke und einige der Bauern aus Skaftafell wurden für ihre Holzarbeiten berühmt.
In früheren Jahrhunderten stand das Bauerngehöft Skaftafell direkt am Fuße der Berge, in Gömlutún sind heute noch einige Ruinen zu besichtigen. Als der Fluss Skeiðará begann, seinen Flusslauf in Richtung Gehöft zu verlegen und die angrenzenden Felder überflutete, wurden die Häuser zu Beginn des 19. Jahrhunderts hangaufwärts verlegt und in drei Gebäude aufgeteilt. Eines davon, Sel, wurde 1946 aufgegeben. Sel wurde vom Nationalmuseum restauriert und ist heute für Besucher zugänglich.

## Landschaft und Geologie

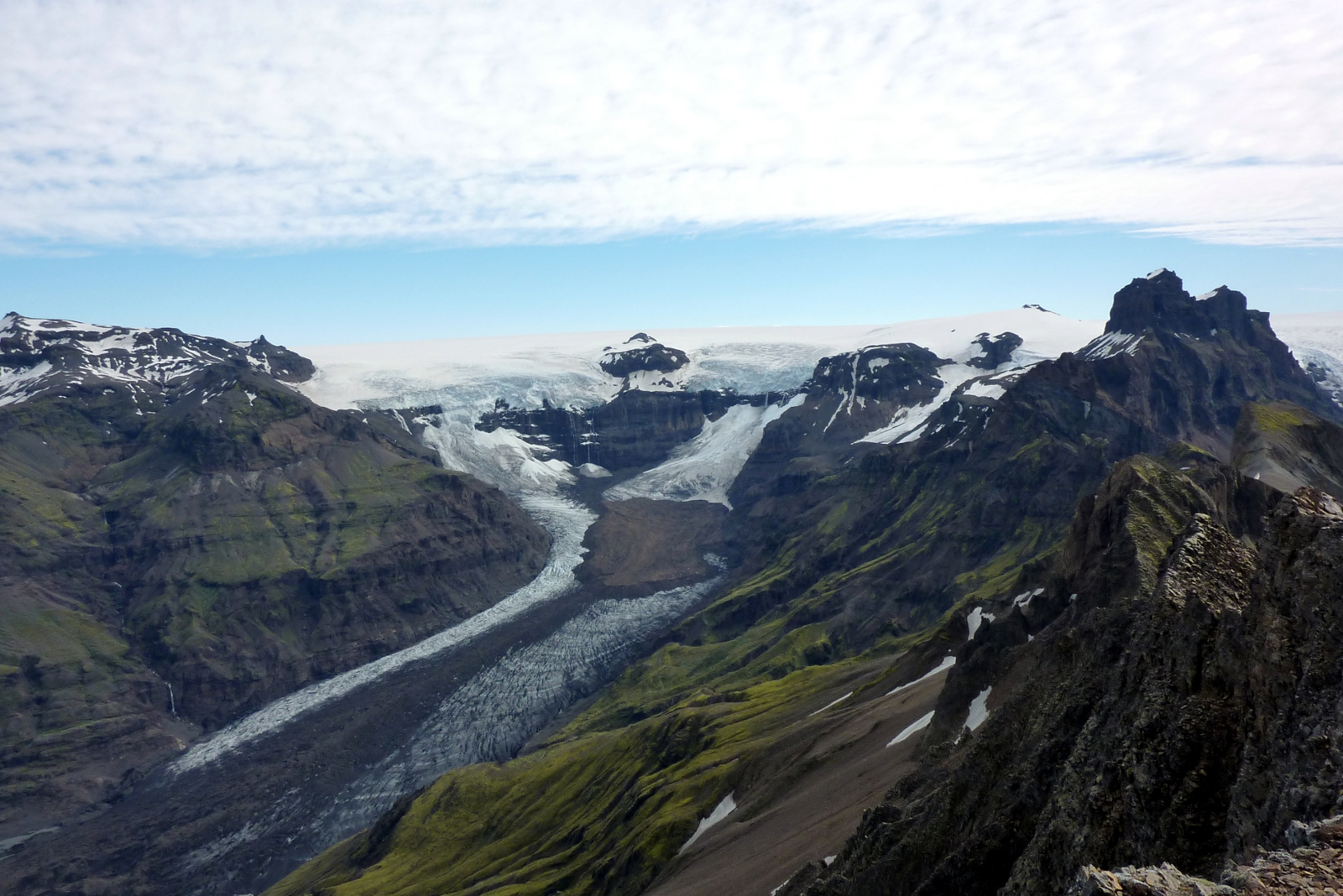
Der Blick über den Morsárjökull-Gletscher von der Bergspitze Kristínartindar aus.

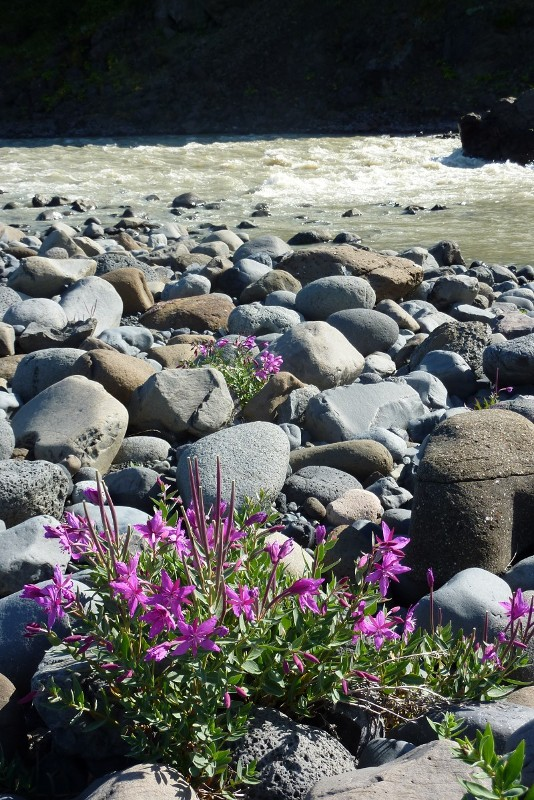
Das arktische Weidenröschen blüht neben dem Gletscherfluss Morsá.

Die Gegend um Skaftafell ist von starken Kontrasten geprägt. Verschiedene Gletscherzungen sind von gezackten Bergkämmen umgeben, von denen der vergletscherte Hvannadalshnjúkur am höchsten herausragt. Vielgestaltig sind die Beweise der erosiven Kräfte durch Gletscher und Flüsse. Seit der Zeit der ersten Sagas in Island hat sich das Eis mehrere Male vor- und zurückgezogen, mit einem Maximum um das Jahr 1890. Seitdem zieht der Gletscher sich zurück. Die Gletscherflüsse veränderten ihr Flussbett oftmals über die Hochebene und ließen die Sedimente zurück, die heute die Sander des Skeiðarársandur formen. Die Ringstraße Nr. 1 wurde erst als kompletter Ring um Island fertiggestellt, als 1974 der letzte Fluss, die Skeiðará, überbrückt wurde. Im Jahr 2009 änderte die Skeiðará ihren Flusslauf jedoch: anstatt unter der Brücke hindurchzufließen, fließt sie nun westlich direkt vor dem Gletscher in den Fluss Gígjukvísl. Deshalb hat der Fluss unter der langen Skeiðarábrücke im Osten nur verhältnismäßig wenig Wasser.
Die Umgebung um Skaftafell hat verschieden starke vulkanische Zeiten durchlebt. 1362 wurde durch den Vulkanausbruch des Öræfajökull die größte Aschemenge aller isländischen Vulkane seit Beginn der Besiedelung freigesetzt. Eine kleinere Eruption erfolgte im Jahr 1727. Wie sich erneut im Jahr 2011 zeigte, ist der subglaziale Vulkan Grímsvötn einer der aktivsten Vulkane der Insel. Er ist auch für seine jökulhlaups oder Gletscherläufe bekannt.

## Pflanzen und Wildtiere
Verglichen mit anderen Orten der Südküste Islands hat Skaftafell ein mildes und angenehmes Klima. Die Gegend profitiert oft von dem Schutz der Berghänge des Öræfajökull. Birken und gelegentlich Eschen bedecken die fruchtbaren unteren Berghänge und die Birken in Bæjarstaðarskógur wachsen höher als die meisten übrigen einheimischen Birken. Verschiedene Blütenpflanzen, die charakteristisch für Ostisland sind, blühen hier: die rundblättrige Glockenblumen, Bockssteinbrech und Fettblattsteinbrech.
Seit der Schafbetrieb in Skaftafell eingestellt wurde, durchlief die Vegetationskomposition große Veränderungen, und Pflanzen gedeihen weiter im Inland am Fuße des Skaftafellsjökull und im Tal Morsárdalur. Arten, wie die echte Engelwurz, die Wald-Engelwurz, die Strand-Blatterbse oder das arktische Weidenröschen sind kaum auf Weideflächen zu finden, sind hier jedoch nun häufig anzutreffen. Birken und Weiden beginnen ebenfalls wieder auf diesem Landstrich zu wachsen.
Unten an den Berghängen der Wälder sind häufig Rotdrosseln, Birkenzeisige und Zaunkönige zu finden. Schnepfen, Alpenschneehühner, Goldregenpfeifer und Wiesenpieper halten sich dagegen eher weiter hangaufwärts auf. Auch andere Vogelarten wie Raben, Zwergfalken, Steinschmätzer oder Schneeammern sind im Park heimisch. Die einzigen wilden Säugetiere sind der Polarfuchs, Feldmäuse und verwilderte Nerze. Die örtliche Insektenwelt kann als recht vielfältig angesehen werden, zumindest im Vergleich zum restlichen Island.

## Wasserfall Svartifoss

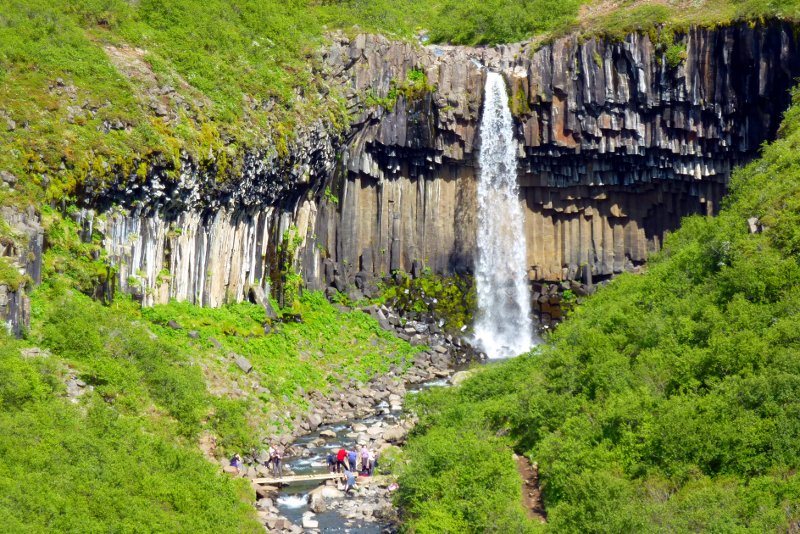
Der Wasserfall Svartifoss ist eine der Hauptattraktionen von Skaftafell, hauptsächlich wegen der Basaltsäulen, die ihn umgeben.

Ein berühmter Wasserfall liegt in diesem Nationalpark: der Svartifoss. Man findet ihn auf vielen Kalenderbildern, weil er sich weiß schäumend vor einem Hintergrund von schwarzen Basaltsäulen abhebt.
Neben dem Svartifoss gibt es in diesem Nationalpark neuerdings noch den höchsten Wasserfall Islands. Im Morsárjökull ist ein Wasserfall von 227 Metern entstanden. Er wurde Morsárfoss benannt.

## Der Nationalpark

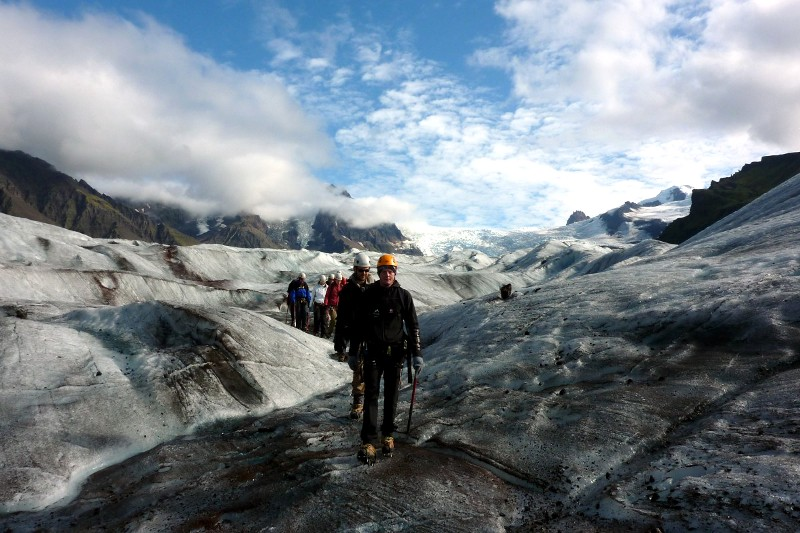
Gletscherwanderung auf dem Svínafellsjökull-Gletscher.

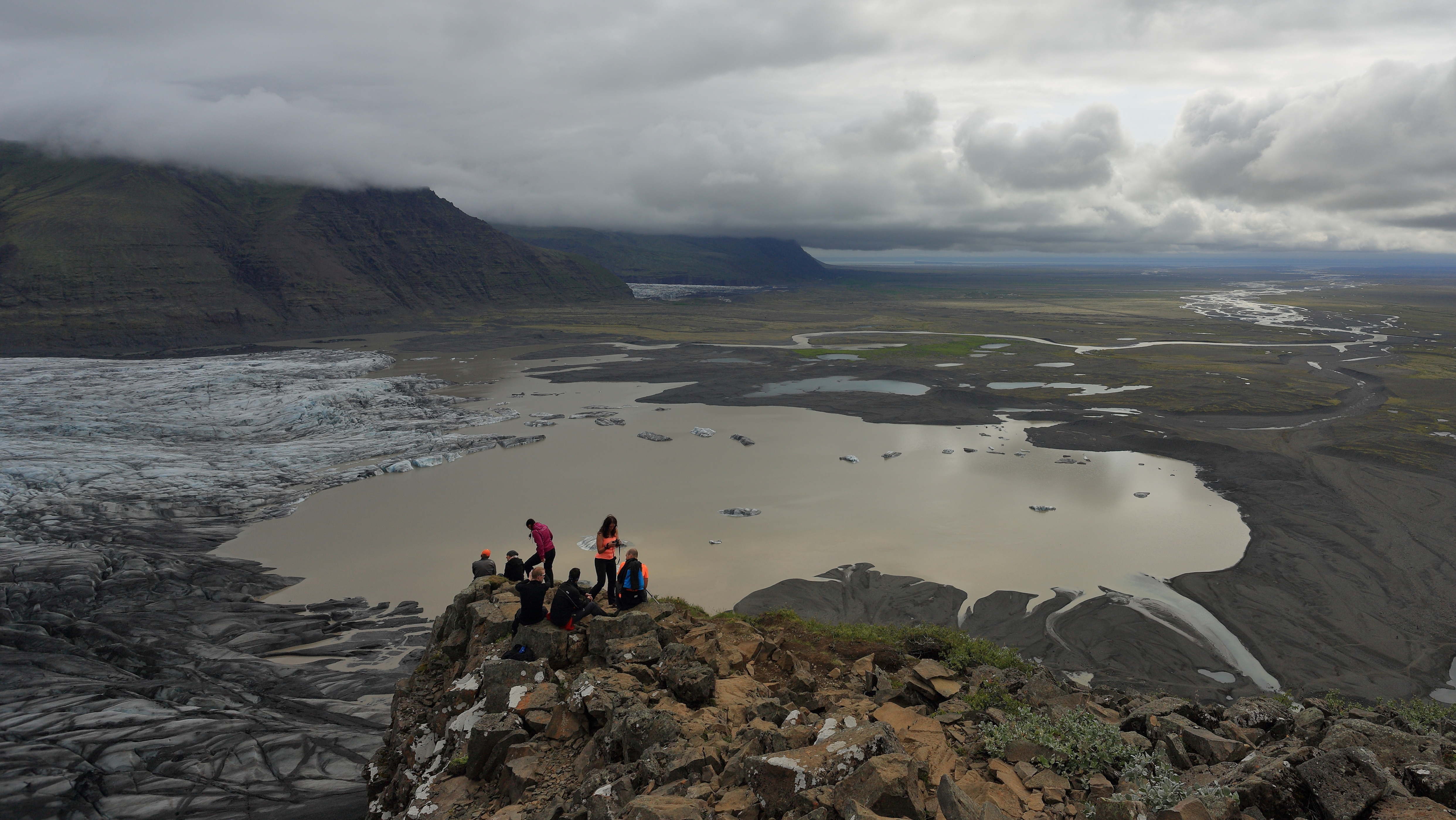
Panorama

Als im Sommer 2008 der Vatnajökull-Nationalpark gegründet wurde, ist der frühere Skaftafell-Nationalpark eingegliedert worden. Skaftafell selbst ist seit 1967 geschützt. Erklärte Ziele beinhalten, ihn sowohl der Öffentlichkeit zugänglich zu machen, als auch seine Flora, Fauna, Landschaft und sein Kulturelles Erbe zu erhalten.
Ganzjährig geöffnet, betreut das Skaftafell Besucherzentrum den südlichen Bereich des Vatnajökull Nationalparks und bietet Parkbesuchern Informationen über den Park, seine Umgebung, vorhandene Wanderwege, seine Natur und Geschichte sowie über weitere Freizeitmöglichkeiten und Angebote an. Ausstellungstafeln im Besucherzentrum beschreiben die verflochtene Geschichte zwischen Menschen und Natur im Skaftafell. Skaftafell beherbergt eine Vielzahl an Wanderwegen und der weiträumige Zeltplatz bietet Platz für Zelte, Zeltanhänger oder Wohnwagen. Der Zeltplatz selbst ist nur zwischen dem 1. Mai und dem 30. September geöffnet. Zu anderen Jahreszeiten kann nach Absprache mit dem Parkpersonal gezeltet werden. 
Im Sommer bieten die Parkwächter geführte Wanderungen sowie andere Veranstaltungen, wie Unterrichtsstunden oder Aktivitäten für Kinder an.

## Besiedelung
Es gab ursprünglich einige größere Bauernhöfe in der Gegend. Allerdings wurden die meisten mit der Zeit aufgegeben, nachdem sich das vorgelagerte Ackerland wegen der Ausbrüche des Öræfajökull und der Gletscherläufe der Skeiðará in schwarze Sander verwandelt hatte. 
Die zwei verbleibenden Höfe widmen sich vor allem dem Tourismus. Zwischen den beiden Höfen liegt der Museumshof Sel. Es existieren auch ein Campingplatz und ein Touristeninformationszentrum am Eingang zum Nationalpark. Der Park ist gut mit Wanderwegen erschlossen.
Þórður Tómasson, der Gründer des Skógar-Museums, beschrieb 1980 in seinem isländischen Buch Skaftafell – Þættir úr sögu ættarseturs og atvinnuþátta das Leben in diesem Gebiet zu früheren Zeiten.

## Verkehrsanbindung
Der Hringvegur  führt dicht am Nationalparkzentrum vorbei.
Der Skaftafell-Nationalpark liegt 327 Straßenkilometer von Reykjavík entfernt und nach Höfn sind es 136 km.
Für Sightsseing-Flüge gibt es seit 1984 einen Flugplatz südlich der Ringstraße.